# Fabien Barthez
Fabien Alain Barthez (Lavelanet, 28 juni 1971) is een voormalig Frans profvoetballer, die speelde als doelman. Als doelman was hij actief bij Toulouse FC, Olympique Marseille, AS Monaco, Manchester United en FC Nantes. Ook speelde Barthez zevenentachtig interlands voor het Frans voetbalelftal.

## Biografie
Barthez begon zijn carrière bij Toulouse FC. Daarna speelde hij voor Olympique Marseille, AS Monaco, Manchester United, opnieuw Olympique Marseille en eindigde zijn voetballoopbaan bij FC Nantes. In 1993, als 21-jarige, won hij met Olympique Marseille de eerste editie van de UEFA Champions League onder de Belgische trainer Raymond Goethals, waarin AC Milan met 1–0 werd verslagen.
Barthez verdedigde zevenentachtig keer de kleuren van de Franse nationale ploeg. Hij werd wereldkampioen in 1998, Europees kampioen in 2000 en won tevens de Confederations Cup in 2003. Barthez speelde zeventien wedstrijden op de eindronde van een wereldkampioenschap, een Frans record. De kus die Laurent Blanc voor aanvang van elke wedstrijd op het WK 1998 op zijn kale hoofd gaf, maakt in sommige subculturen deel uit van het collectief geheugen.
Fabien Barthez wordt beschouwd als een van de beste Franse doelmannen ooit. Zijn carrière kende echter ook smetten. Een dieptepunt was toen hij bij Olympique Marseille in een oefenwedstrijd spuwde naar de scheidsrechter en zes maanden lang geschorst werd. Barthez bleef bij de nationale ploeg het vertrouwen krijgen van bondscoach Raymond Domenech. Het WK 2006 was zijn zesde grote toernooi met Frankrijk, zijn vijfde als titularis. Grootste concurrent was Grégory Coupet. Die laatste speelde een sterk seizoen bij landskampioen Olympique Lyon en vond het niet kunnen dat hij niet eerste doelman werd. Barthez werd dan ook door eigen publiek uitgefloten, tot grote ergernis van Zidane.
Dit WK was ook zijn laatste internationale optreden. Hij werd met zijn land vicekampioen, na het verlies van strafschoppen tegen Italië. In het hele toernooi heeft hij zich niet vaak kunnen onderscheiden. Voor het seizoen 2006-2007 vond hij geen nieuwe club meer en kondigde in oktober 2006 zijn afscheid aan. Zijn droom was dat hij zijn carrière mocht beëindigen bij de club waar het voor hem allemaal begonnen was, namelijk Toulouse FC.
Barthez had geen zin meer in het spelletje en gaf aan dat hij waarschijnlijk tv-commentaar bij rugbywedstrijden zou gaan geven. Op 14 december 2006, bijna drie maanden na zijn laatste wedstrijd, kwam er toch een nieuw hoofdstuk in zijn carrière. Als 35-jarige tekende hij een contract van een half seizoen bij FC Nantes. Sportief ging het echter verschrikkelijk met de club. Toen duidelijk werd dat degradatie onafwendbaar was, kreeg Barthez een aanvaring met een aantal fans. Hij voelde zich dusdanig bedreigd, dat hij besloot om zijn contract te laten ontbinden. Even leek hij naar Mexico te verkassen, maar dit verhaal bleek verzonnen.
In 1996 werd hij voor vier maanden geschorst wegens het gebruik van verboden middelen. Het zou hierbij gaan om cannabis.
Na zijn voetbalcarrière richtte Barthez zich in 2007 op de autosport. In 2014 maakt hij zijn debuut in de 24 uur van Le Mans. Ook werd hij algemeen directeur van voetbalclub Luzenac AP, dat in 2014 promoveerde naar de Ligue 2.

## Erelijst
Als speler
 Olympique Marseille
- UEFA Champions League: 1992/93
- Division 2: 1994/95

 AS Monaco
- Division 1: 1996/97, 1999/00
- Trophée des Champions: 1997

 Manchester United
- Premier League: 2000/01, 2002/03
- FA Community Shield: 2003

 Frankrijk
- FIFA WK: 1998
- UEFA EK: 2000
- FIFA Confederations Cup: 2003

Individueel
- FIFA World Cup Yashin Award: 1998
- FIFA World Cup All-Star Team: 1998
- Ligue 1 Keeper van het Jaar: 1998
- IFFHS Beste Keeper van de Wereld: 2000
- UEFA Euro Team van het Toernooi: 2000
- PFA Team van het Jaar: Premier League 2000/01
- Équipe type spéciale 20 ans des trophées UNFP: 2011
- The Dream Team 110 years of Olympique Marseille: 2010

Eretitel
- Legioen van Eer: 1998

Records
- Op een na meeste interlands voor Frankrijk als doelman: 87 (achter Hugo Lloris)
- Meeste interlands voor Frankrijk tijdens het WK voetbal: 17
- Meeste WK-wedstrijden als doelman zonder tegendoelpunt: 10 (met Peter Shilton)